# Prawirodirjan
Prawirodirjan is een bestuurslaag in het regentschap Jogjakarta van de provincie Jogjakarta, Indonesië. Prawirodirjan telt 8242 inwoners (volkstelling 2010).